# 昂斯鲁日
昂斯鲁日（法語：Anse-Rouge，發音：[ɑ̃s ʁuʒ]）是海地阿蒂博尼特省格罗莫讷区的市镇，总面积434.35平方千米，2015年人口43395。